# João Diogo Nunes Barata
João Diogo Correia Saraiva Nunes Barata GCC • GOIH (Cabinda, África Ocidental Portuguesa, 21 de agosto de 1941 — Paris, França, 27 de setembro de 2024) foi um diplomata português.
Nunes Barata licenciou-se em Direito pela Faculdade de Direito da Universidade de Lisboa em 1958, e foi admitido à carreira diplomática em 1963. Foi embaixador português em Rabat, Roma, Berlim, Moscovo e Bruxelas. Foi ainda assessor do General António de Spínola enquanto este era Presidente da Junta de Salvação Nacional, e foi assessor diplomático de Mário Soares quando este foi Primeiro-Ministro e seu chefe de gabinete durante cerca de dez anos enquanto Presidente da República.
Nunes Barata morreu em 27 de setembro de 2024, em Paris, França, onde se encontrava em viagem. Após a sua morte, a Assembleia da República aprovou, por unanimidade, um voto de pesar que o descrevia como "um dos melhores e mais qualificados diplomatas da sua geração".

## Condecorações

### Nacionais
- Grã-Cruz da Ordem Militar de Cristo (27 de setembro de 1993)[4]
- Comendador da Ordem Militar de Cristo (30 de julho de 1983)[4]
- Grande-Oficial da Ordem do Infante D. Henrique (21 de julho de 1987)[4]